# Pachygonidia ribbei
Pachygonidia ribbei är en fjärilsart som beskrevs av Druce 1881. Pachygonidia ribbei ingår i släktet Pachygonidia och familjen svärmare. Inga underarter finns listade i Catalogue of Life.